# Azteca

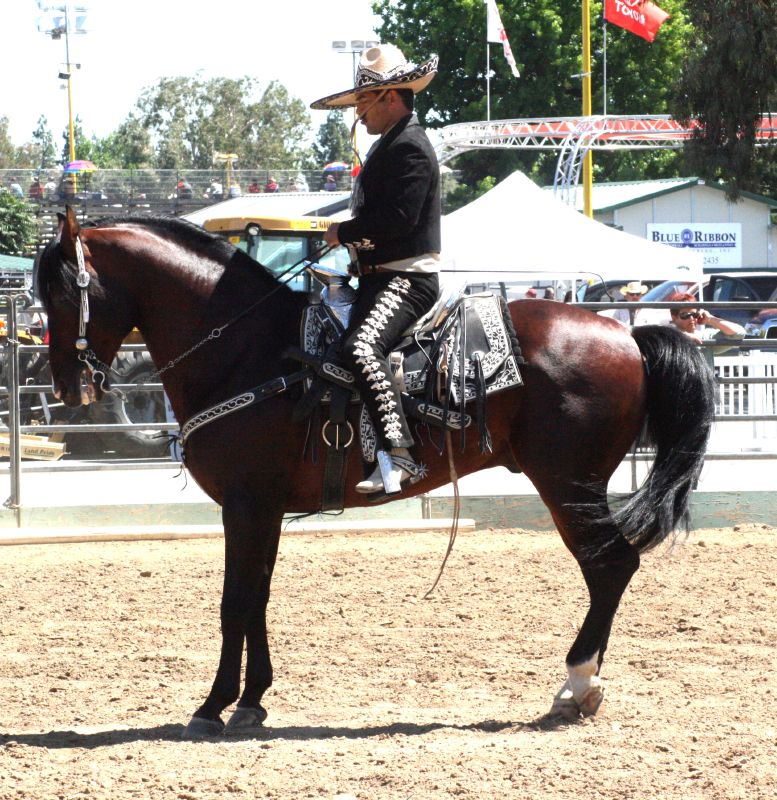
Aztécký kůň zbarvení tmavého hnědáka

Azteca je koňské plemeno, jež má své kořeny v Mexiku, kde vzniklo v 70. letech 20. století.

## Původ
Don Antonio Ariza přivážel ze Španělska hřebce andaluských koní a křížil je s klisnami quarterů a klisnami kreolských koní. Roku 1982 vytvořilo mexické ministerstvo zemědělství registr aztéckých koní. Cílem bylo spojení toho nejlepšího. Výsledkem je elegantní, majestátní kůň, vhodný jak pro rekreaci, tak i pro závodění.

## Popis
Klisny a kobyly plemene Azteca mívají středně velkou hlavu, kdežto u hřebců a valachů bývá hlava silnější, avšak štíhlá a elegantní s rovným, či mírně obloukovitým profilem. Oči jsou výrazné a živé, hříva lehká načechraná. Pro toto plemeno je typický hluboký a široký hrudník, šikmá a kratší záď, osvalené nohy a tvrdá, dobře tvarovaná kopyta. Srst mívají hedvábnou.
Výška aztéckých koní se může u každého jedince lišit. U klisen a kobyl se výška uvádí mezi 141-152 cm, u hřebců a valachů potom 142-153 cm. Povoleny jsou všechny barvy, ovšem s výjimkou strakošů (vzory typické pro koňská plemena paint a appaloosa) a albínů.

## Využití
Azteca mají velmi elegantní chody a vzhledem ke snadnému ovládání jsou výborní pro drezurní soutěže. Tito koně se také hojně používají pro westernové ježdění, ale někteří dosahují mimořádně dobrých výsledků i ve skokových soutěžích.

## Americký aztécký kůň
V nedávné době vznikla ve Spojených státech amerických asociace chovu aztéckých koní. Američané toužili po vlastním sdružení, neboť snili o tom, že vyšlechtí koně s odlišnými vlastnostmi, jimiž disponovali mexičtí aztékové. Základem pro chov amerických aztéků je opět křížení koní andaluských a quarterů, avšak podíl jak andaluské tak i quarterské krve nesmí přesáhnou tři čtvrtiny. Výška amerických aztéckých koní se pohybuje mezi 141 a 161 cm. Pro tyto koně jsou typická všechna zbarvení a odznaky.